# Ивата, Морихиро
Морихи́ро Ива́та (яп. 岩田 守弘, いわた もりひろ, 6 октября 1970) — японский артист балета, солист Большого театра в 1996—2012 годах, директор балетной труппы Бурятского театра оперы и балета имени Г. Ц. Цыдынжапова (с 2012).

## Биография
Родился в Иокогаме (Канагава, Япония) в семье педагога и директора балетной школы Ивата. Учился у отца в этой балетной школе начиная с 1979 года. В 1988 году получил 1-е место среди юниоров на балетном конкурсе в Японии. В 1988—1989 годах стажировался в Ленинградском хореографическом училище, с января 1990 года учился в Московском хореографическом училище (педагог — Александр Бондаренко). В 1991 году занял 3-е место среди юниоров на международном конкурсе в Джексоне (США). В октябре 1991 года был принят в московскую труппу «Русский балет» под руководством Вячеслава Гордеева. В 1992 году получил гран-при конкурса артистов балета «Арабеск» в Перми. В 1995 году завоевал золотую медаль Международный конкурс артистов балета и хореографов в Москве, после чего, несмотря на небольшой рост (166 см), был принят стажёром в балетную труппу Большого театра. В 1996 году стал солистом, в 2003 — первым солистом (первый иностранец, занявший такое положение в труппе). Исполнял преимущественно деми-характерные партии. 7 октября 2011 года объявил об окончании своей карьеры в Большом театре; 17 июля 2012 года вышел на сцену в последний раз.
В сентябре 2012 года был назначен художественным директором балетной труппы Бурятского театра оперы и балета.
В ноябре 2015 года участвовал в фестивале «Звезды мирового балета», проводившийся в Донецком театре оперы и балета, на территории, подконтрольной Донецкой Народной Республике, из-за чего был внесён Министерством культуры Украины в Перечень лиц, которые создают угрозу нацбезопасности Украины.
С августа 2019 года был назначен художественным руководителем балетной труппы Нижегородского государственного академического театра оперы и балета имени А.С. Пушкина.  

## Семья
- Жена: Ольга Альбертовна Ивата[9][10], артистка балета и педагог, выпускница Пермского хореографического училища (1986) и Российской академии театрального искусства (2001). У супругов 2 дочери.

## Признание и награды
- 1991 — III премия среди юниоров Международного конкурса артистов балета в Джексоне (США).
- 1992 — гран-при конкурса артистов балета «Арабеск» (Пермь).
- 1995 — I премия и золотая медаль Международного конкурса артистов балета в Москве
- 2009 — Орден Дружбы (28 мая 2009 года, Россия) — за большой вклад в развитие российско-японских культурных отношений и популяризацию российского искусства[1][11]
- март 2010 — художественная премия Министерства культуры Японии
- 2012 — премия Кабинета министров Японии «Японцы, прославляющие Японию в мире»[4][12]